# Koopalines
Los Koopalines (コクッパ Kokuppa?) (también conocidos como esbirros de Bowser (クッパの手下 Kuppa no Teshita?) en Japón y Europa) o 7 Bowser Team (クッパ7人衆 Kuppa Shichi Ninshū?) en Japón o Koopalings en inglés) son un grupo ficticio de siete personajes con apariencias infantiles pertenecientes a la franquicia de videojuegos de Mario, creada por Nintendo. Sus nombres son Iggy Koopa, Larry Koopa, Lemmy Koopa, Ludwig von Koopa, Morton Koopa Jr., Roy Koopa y Wendy O. Koopa. Siendo originalmente presentados como los hijos del antagonista principal de la franquicia, Bowser, aparecieron por primera vez como jefes principales en el videojuego Super Mario Bros. 3 de 1988. Desde entonces, han aparecido en videojuegos posteriores de la serie Super Mario y series derivadas.
Han hecho varias apariciones en otros medios, sobre todo en la serie de animación The Adventures of Super Mario Bros. 3, en donde los Koopalines tuvieron nombres completamente diferentes debido a que no tenían nombres oficiales en el momento de su fase de producción.

## Concepto y creación
Los Koopalines aparecieron por primera vez en un boceto realizado por Yoichi Kotabe y Takashi Tezuka, cuyo objetivo era encontrar un rediseño definitivo de Bowser para la adaptación de Super Mario Bros.: The Lost Levels para la Famicom Disk System. Los Koopalines fueron modelados con base en el equipo de diseño de Super Mario Bros. 3. Más tarde, los primeros nombres de los Koopalines se adaptarían para la versión japonesa de Super Mario World, que fue publicada unos meses después del lanzamiento norteamericano de Super Mario Bros. 3. Cada uno de ellos recibió su nombre de una persona específica, principalmente músicos famosos: Larry Koopa está basado en Larry Mullen Jr.; Morton Koopa Jr. está basado en Morton Downey Jr.; Wendy O. Koopa está basada en Wendy O. Williams; Iggy Koopa está basado en Iggy Pop; Roy Koopa está basado en Roy Orbison; Lemmy Koopa está basado en Lemmy Kilmister; y Ludwig von Koopa está basado en Ludwig van Beethoven. Sin embargo, los Koopalines recibieron un conjunto de nombres diferentes en la serie de animación The Adventures of Super Mario Bros. 3 producida por DiC, ya que aún no tenían nombres cuando el programa estaba en producción.
Los Koopalines fueron creados originalmente como hijos de Bowser, como se mencionó en el manual de instrucciones de Super Mario Bros. 3, así como en los primeros materiales promocionales. Las fuentes oficiales publicadas posteriormente también confirmaron que eran su descendencia. Años después Bowser Jr. se incorporó a la franquicia y los Koopalines tuvieron una pausa de seis años después desde el videojuego Mario & Luigi: Superstar Saga hasta su regreso como los «esbirros de Bowser» en las versiones europea y japonesa de New Super Mario Bros. Wii. Estos hechos causaron confusión en que si los Koopalines seguían siendo considerados hijos de Bowser o no, pero en 2012 Shigeru Miyamoto declaró durante una entrevista que «nuestra historia actual es que los siete Koopalines no son hijos de Bowser. El único hijo de Bowser oficialmente es Bowser Jr. y no sabemos quién es la madre». Según el sitio web norteamericano de New Super Mario Bros. U, los Koopalines también son hermanos.

## Apariciones

### SerieSuper Mario
Los Koopalines aparecen en cinco videojuegos de la serie Super Mario. En cada videojuego, los Koopalines actúan como el jefe principal al que el jugador debe desafiar al final de cada región o mundo. Su primera aparición fue en Super Mario Bros. 3, lanzada en 1988 para la NES, donde cada uno de ellos conquistó uno de los siete reinos en el Mundo Champiñón al robar la varita mágica de cada rey y usarla para transformarlos en animales. Los Koopalines luego aparecieron en el videojuego Super Mario World de 1990 para la Super Nintendo, cuya trama sigue inmediatamente a los eventos de Super Mario Bros. 3. En este videojuego, los Koopalines mantienen cautivos a Yoshis encerrados en huevos en cada uno de sus respectivos castillos en la Tierra de los Dinosaurios.
Los Koopalines estuvieron ausentes de los videojuegos posteriores de Super Mario hasta el lanzamiento de New Super Mario Bros. Wii de 2009 para la Wii, que marca su debut en 3D, y en donde la mayoría de ellos tienen pequeños cambios de diseño desde sus apariciones originales. Luego aparecieron en New Super Mario Bros. 2 para Nintendo 3DS, New Super Mario Bros. U y New Super Luigi U para Wii U y New Super Mario Bros. U Deluxe y Super Mario Maker 2 para Nintendo Switch.

### Series derivadas
Los Koopalines han aparecido como jefes principales en los videojuegos spin-off de la franquicia como Yoshi's Safari, Mario Is Missing!, y Hotel Mario, lanzados desde 1992 hasta 1994 en varias plataformas. Luego aparecieron en el videojuego Mario & Luigi: Superstar Saga de 2003 para Game Boy Advance, donde se desempeñaron como jefes en el Castillo de Bowser, la última área del videojuego. En la nueva versión de 2017, Mario & Luigi: Superstar Saga + Secuaces de Bowser, vuelven a repetir sus roles en la historia principal, mientras que en el nuevo modo «Historia de un secuaz: En busca de Bowser», se presentan como jefes y personajes jugables. También aparecen en la nueva versión de 2018, Mario & Luigi: Viaje al centro de Bowser + Las peripecias de Bowsy como personajes jugables en el modo de juego secundario. Se suponía que iban a ser incluidos en el videojuego Super Princess Peach para Nintendo DS, pero fueron eliminados por razones desconocidas, y solo quedaron sprites de sobra en los archivos del videojuego. En Mario Kart 8 de 2014 para Wii U, los Koopalines hicieron su debut como personajes jugables por primera vez. También reaparecieron en Mario Kart 8 Deluxe para Nintendo Switch, y Mario Kart Tour para móviles. En Super Smash Bros. para Nintendo 3DS y Wii U y Super Smash Bros. Ultimate aparecen como los siete trajes alternativos de Bowser Jr., con cada uno de ellos peleando desde lo alto de la Cápsula Koopayaso. Aparecen nuevamente en Mario & Luigi: Paper Jam, lanzado en 2015 para la Nintendo 3DS, en donde vuelven a tener un rol más protagónico como jefes. Ludwig, Wendy, Larry y Roy aparecen como personajes jugables en Mario & Sonic en los Juegos Olímpicos Río 2016, mientras los 3 primeros aparecen en Mario & Sonic en los Juegos Olímpicos Tokio 2020. En Paper Mario: Color Splash, los Koopalines aparecen como jefes por primera vez en un videojuego de Paper Mario.
Todos los Koopalines aparecen como oponentes PNJ en Mario Kart Live: Home Circuit, un videojuego de carreras de realidad aumentada lanzado en el año 2020 para Nintendo Switch.

### Otros medios
Los Koopalines hicieron su primera aparición animada en las historias de Amada Anime Series: Super Mario Bros., lanzada en 1989. En la serie animada The Adventures of Super Mario Bros. 3, producida por DIC Entertainment, los niños Koopa recibieron nombres diferentes basados en sus personalidades. Sus edades también cambiaron. De mayor a menor, son Bully Koopa (Roy), Big Mouth Koopa (Morton), Kooky von Koopa (Ludwig), Cheatsy Koopa (Larry), Kootie Pie Koopa (Wendy), y Hip y Hop Koopa (Lemmy e Iggy respectivamente). También aparecen en la serie animada Super Mario World con los mismos nombres, aunque se parecen más a sus representaciones en los videojuegos. Aparte de sus nombres y personalidades, se ven un poco diferentes y sirven a su padre, el Rey Koopa (como se llamaba a Bowser en la serie). En lugar de su papel subordinado, actúan directamente como sus hijos y hacen cosas como buscar su atención e incluso conspirar contra él. También aparecen en los Nintendo Adventure Books y en los cómics.

## Voces
Cada uno de ellos ha tenido tres o cuatro actores de voz en diferentes medios.
| Nombre           | Series Anime Amada (1989) | Series Animadas DiC (1990–1991) | Mario Is Missing! (DOS, 1992) | Videojuegos (2009–presente) | Videojuegos (2009–presente) | Homónimo             |
| Nombre           | Series Anime Amada (1989) | Series Animadas DiC (1990–1991) | Mario Is Missing! (DOS, 1992) | 2009–2013, 2014–2020        | 2014–presente               | Homónimo             |
| ---------------- | ------------------------- | ------------------------------- | ----------------------------- | --------------------------- | --------------------------- | -------------------- |
| Larry Koopa      | Masaharu Satō             | James Rankin                    | Rob Wallace                   | Lani Minella                | Michelle Hippe              | Larry Mullen Jr.     |
| Morton Koopa Jr. | Miyako Endō               | Gordon Masten                   | No aparece                    | Lani Minella                | David Cooke                 | Morton Downey Jr.    |
| Wendy O. Koopa   | Miyako Endō               | Tabitha St. Germain             | Kathy Fitzgerald              | Lani Minella                | Ashley Flannegan            | Wendy O. Williams    |
| Iggy Koopa       | Masaharu Satō             | Tara Strong                     | Rob Wallace                   | Mike Vaughn                 | Ryan Higgins                | Iggy Pop             |
| Roy Koopa        | Naoki Tatsuta             | Dan Hennessey                   | Bruce Sandig                  | Dan Falcone                 | Dan Falcone                 | Roy Orbison          |
| Lemmy Koopa      | Naoki Tatsuta             | Stuart Stone                    | Bruce Sandig                  | Lani Minella                | Carlee McManus              | Lemmy Kilmister      |
| Ludwig von Koopa | Naoki Tatsuta             | Michael Stark                   | Rob Wallace                   | Mike Vaughn                 | David Goldfarb              | Ludwig van Beethoven |

## Recepción
Desde su aparición en Super Mario Bros. 3, los Koopalines han tenido una recepción mayoritariamente positiva, siendo mencionado por Nintendo como de «conocimiento general» de la serie de Mario debido a su aparición en dicho videojuego. Nintendo Power enumeró a cada uno de ellos como una de las razones para amar a Nintendo, describiéndolos como algunos de los villanos más queridos de la compañía. Citaron sus diseños excéntricos por la calidad de sus personalidades. Los Koopalines fueron nombrados entre los diecinueve mejores villanos de Mario por GameDaily. El editor de GamesRadar, Henry Gilbert, describió la batalla al final de cada mundo en Super Mario Bros. 3 como un «asunto especial»; también los elogió por agregar variedad a la serie en comparación con Super Mario Bros., que presentaba a Bowser como el último jefe de cada castillo. El editor de IGN, Lucas M. Thomas, se hizo eco de estas declaraciones, afirmando que los Koopalines introdujeron sus propios aspectos, maneras y métodos de ataque. Específicamente, describió la batalla con Lemmy Koopa en Super Mario Bros. 3 como única y memorable, al mismo tiempo que describió la batalla de Ludwig von Koopa en Super Mario World como distinta de las demás. En otro artículo, mencionó a los Koopalines como uno de los personajes que quería que aparecieran en Mario Kart 7, especialmente Wendy O. Koopa. Otro editor de IGN, Jesse Schedeen, presentó a los Koopalines en la sección «Big Boss of the Day», describiéndolos como jefes populares en los videojuegos. Hobby Consolas elogió la elección de los nombres de los Koopalines, afirmando que aportaban un «carisma extra» al universo de Mario.
El editor de Joystiq, James Ransom-Wiley, calificó su reaparición en New Super Mario Bros. Wii como una adición bienvenida, afirmando que debería mejorar la calidad de los jefes. Otro editor de Joystiq, JC Fletcher, los describió como un atractivo de New Super Mario Bros. Wii para algunos fanáticos, y también elogió los nuevos diseños tridimensionales. Durante una entrevista con el director de Super Mario Galaxy, Yoshiaki Koizumi, Electronic Gaming Monthly señaló que esperaban que los Koopalines regresaran en ella. El editor de Destructoid, Conrad Zimmerman, declaró que los Koopalines eran sus personajes favoritos de Super Mario Bros. 3, y agregó que con respecto a las referencias musicales en los nombres de los Koopalines, dudaba que se viera algo similar en esta época. El editor de GameSpy, Ryan Scott, mencionó a los Koopalines como una de las razones por las que Super Mario Bros. 3 y Super Mario World eran videojuegos de calidad. También elogió a New Super Mario Bros. Wii por la inclusión de los Koopalines. Por otro lado, The Gamer criticó la sobrereutilización de los personajes, señalando que las peleas se sienten casi iguales que cuando fueron introducidos.